# Větrov (Nadějkov)
Větrov (německy Wietrow) je malá vesnice, část obce Nadějkov v okrese Tábor v Jihočeském kraji. Nachází se asi 1,5 kilometru severozápadně od Nadějkova. Je zde evidováno 7 adres. V roce 2011 zde trvale žilo 28 obyvatel.
Větrov leží v katastrálním území Nadějkov o výměře 5,89 km².

## Historie
První písemná zmínka o vesnici pochází z roku 1497.

## Obyvatelstvo
| Rok            | 1869 | 1880 | 1890 | 1900 | 1910 | 1921 | 1930 | 1950 | 1961 | 1970 | 1980 | 1991 | 2001 | 2011 | 2021 |
| -------------- | ---- | ---- | ---- | ---- | ---- | ---- | ---- | ---- | ---- | ---- | ---- | ---- | ---- | ---- | ---- |
| Počet obyvatel | 0    | 0    | 0    | 0    | 0    | 0    | 0    | 0    | 0    | 0    | 0    | 0    | 39   | 28   | 15   |
| Počet domů     | 0    | 0    | 0    | 0    | 0    | 0    | 0    | 0    | 0    | 0    | 0    | 0    | 5    | 5    | 5    |

## Obecní správa
Větrov vznikl k 1. lednu 1998 jako část obce Nadějkov v okrese Tábor.

## Galerie

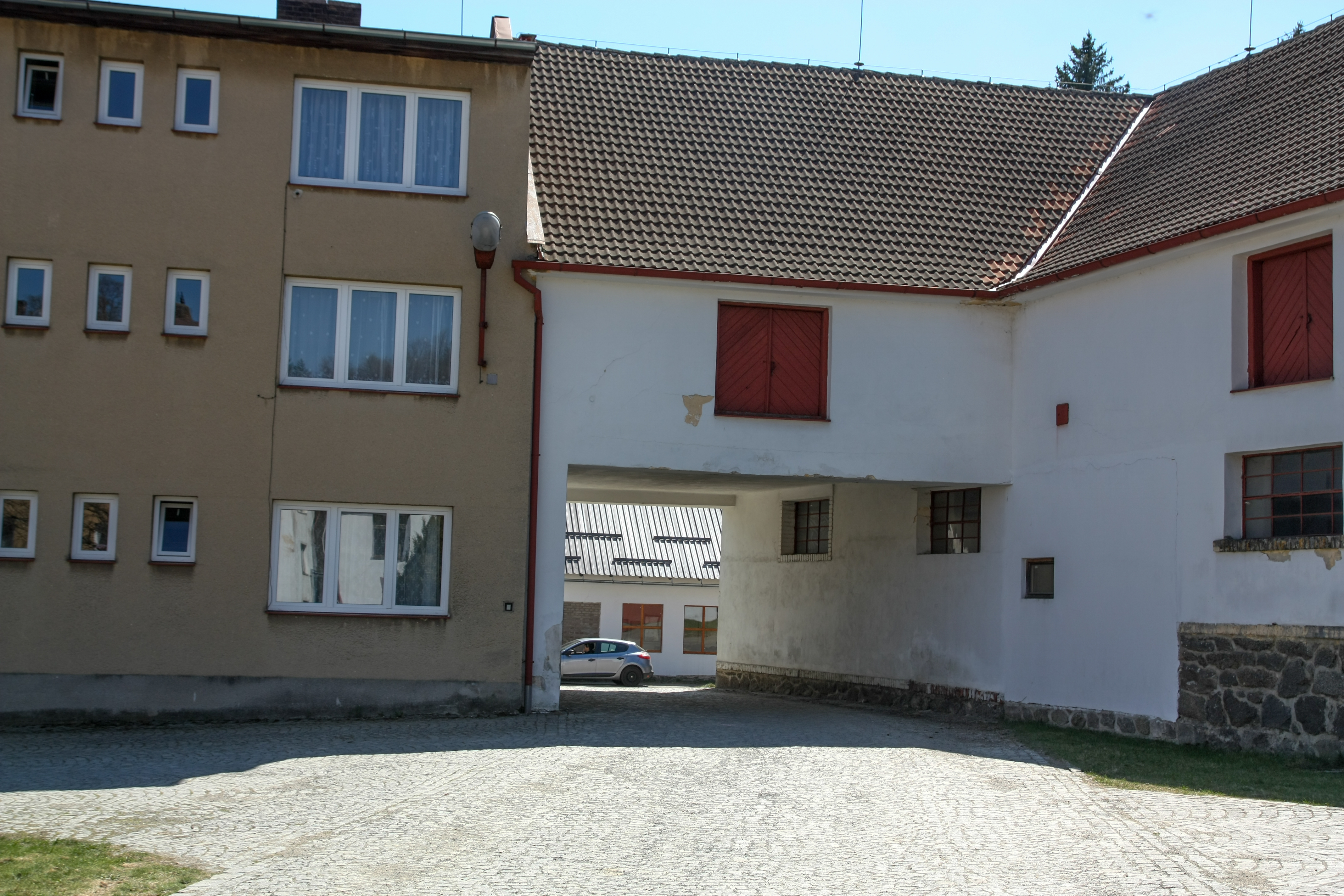
Vjezd k bytům v obci (2019)
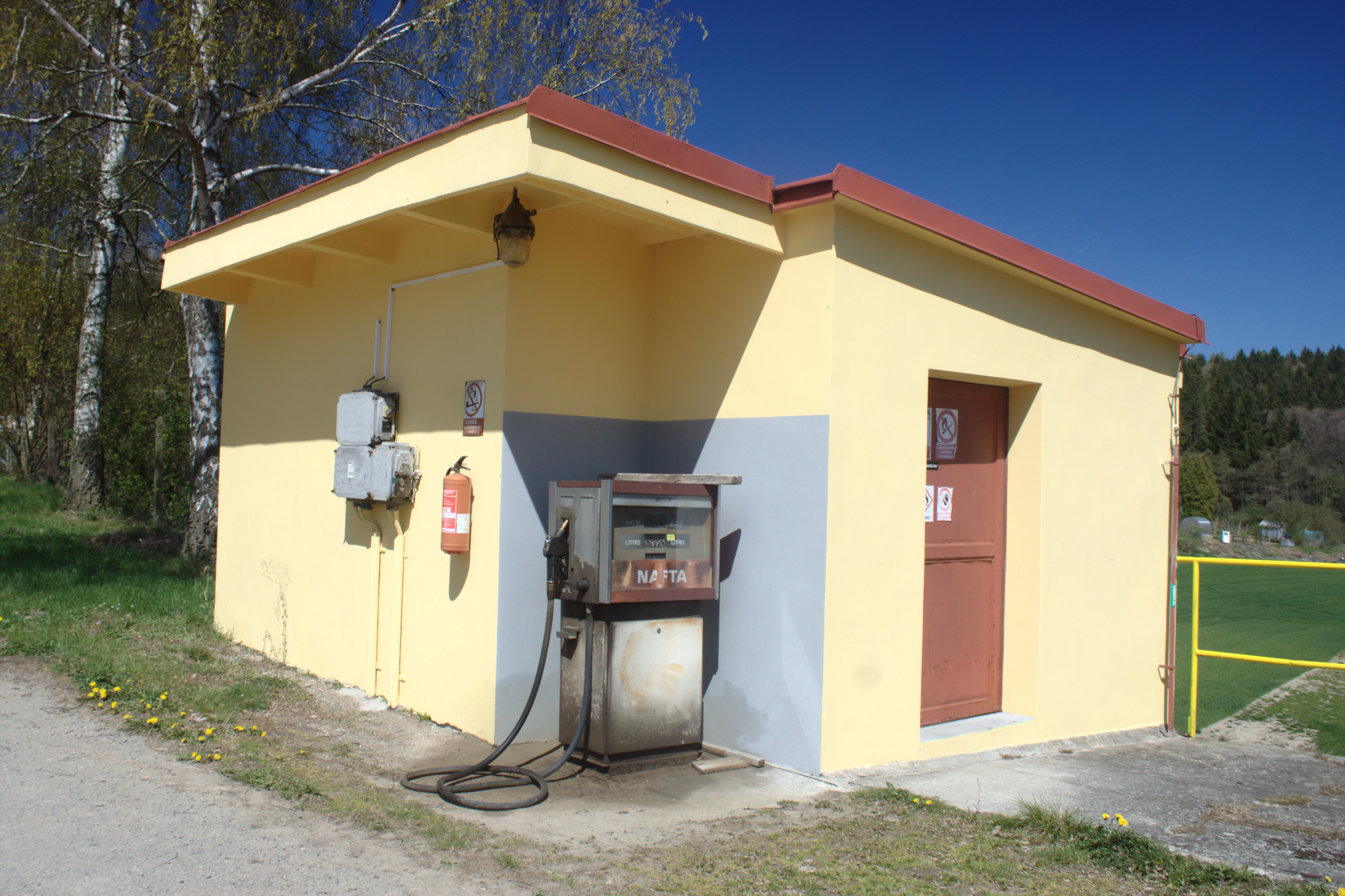
Čerpací stanice (2019)
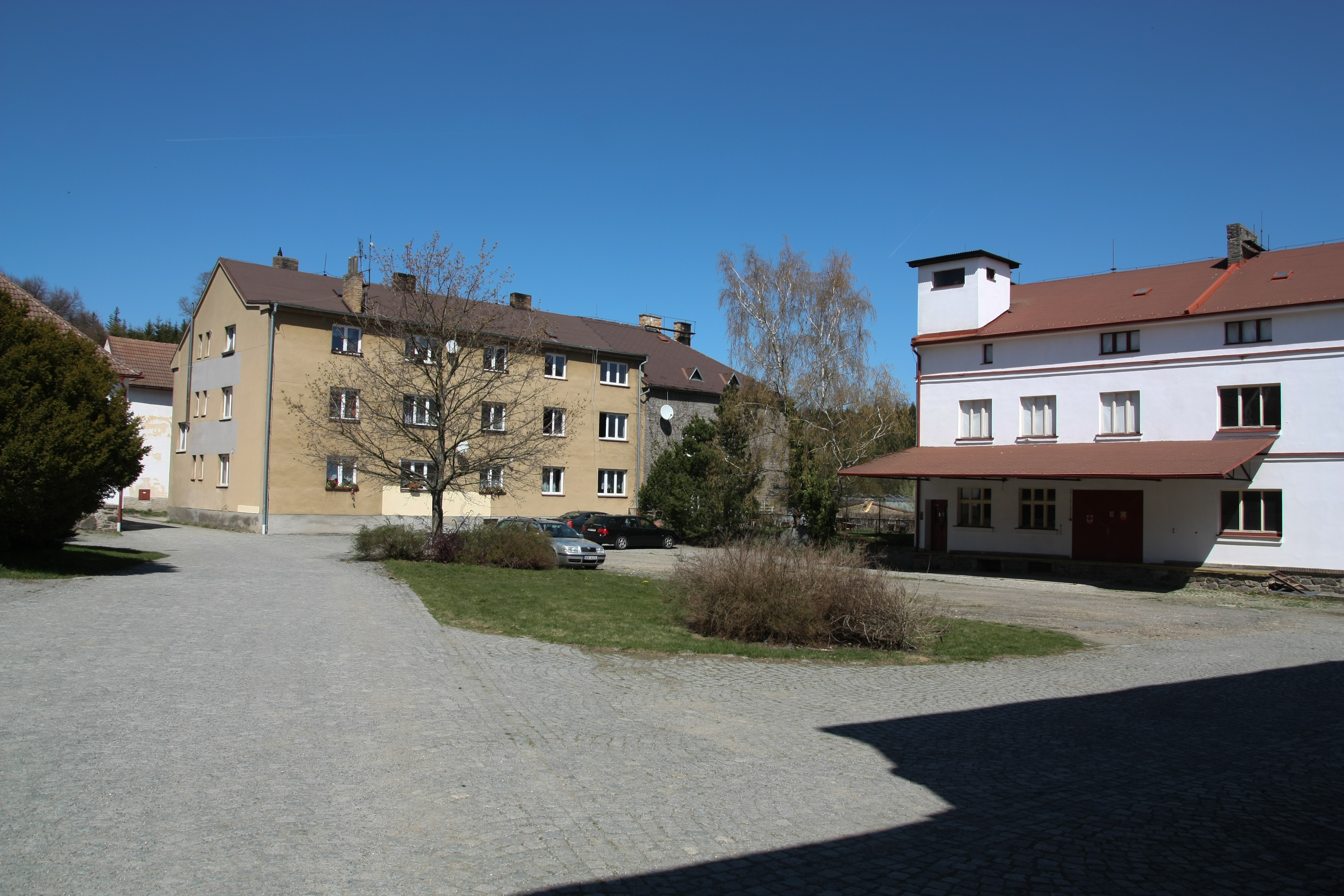
Bytové domy (2019)
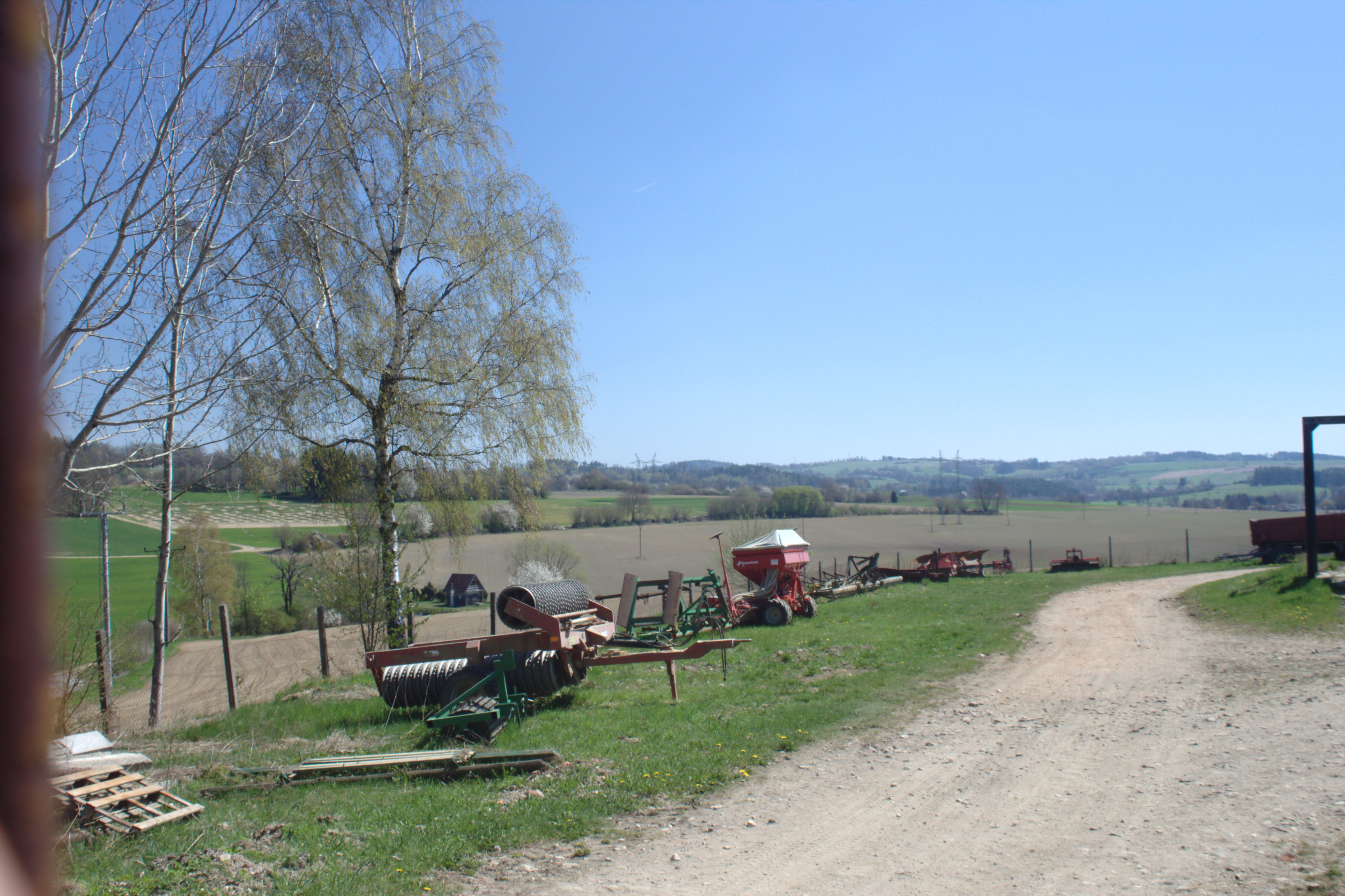
Zemědělský objekt (2019)
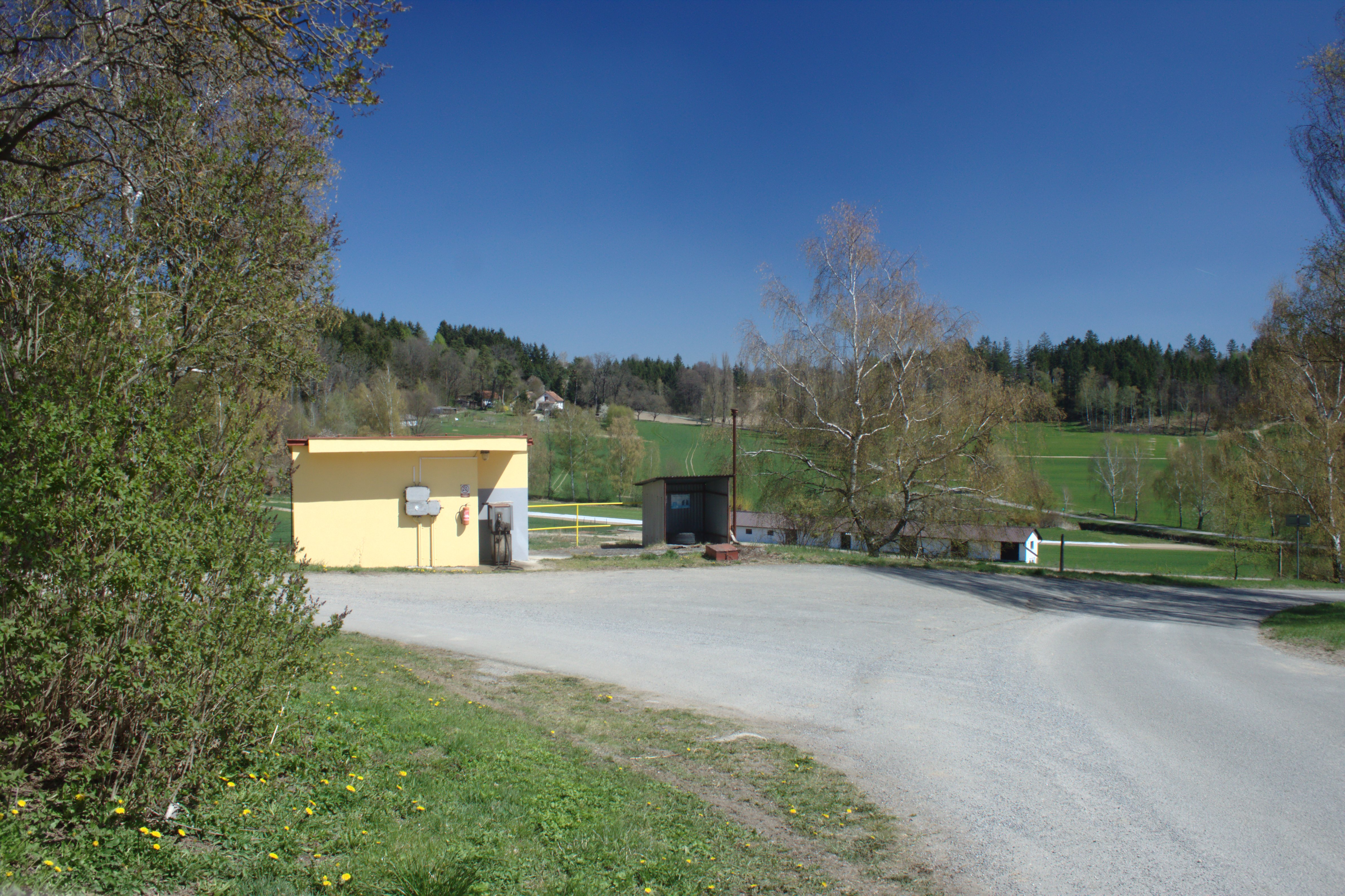
Výhled od krajiny (2019)